# Pat McCrory
Patrick Lloyd "Pat" McCrory (født 17. oktober 1956 i Columbus, Ohio) er en amerikansk politiker, og var den 74. guvernør for den amerikanske delstat North Carolina fra 2013 til 2017. Han er medlem af det Republikanske parti.